# Calantica cerasifolia
Calantica cerasifolia là một loài thực vật có hoa trong họ Liễu. Loài này được (Vent.) Tul. mô tả khoa học đầu tiên năm 1857.